# Гзіра
Гзіра (мальт. Gżira) — місто на північно-східному березі Мальти, між містами Мсіда та Сліма, що межує з Та-Шбіш, яке славиться своєю пристанню для яхт. Населення міста за переписом 2005 року становить 7100 осіб. Слово  Гзіра  у перекладі з мальтійської означає  острів  і місто отримало свою таку назву від острова Маноель, який розташовується в бухті поряд з містом.

## Визначні місця
- Пішохідна вулиця з магазинами "The Strand"
- Пристань для яхт та прилеглі парки
- Пам'ятник Ради Європи
- Форт Маноель
- Церква Богородиці на горі Кармель (Our Lady of Mount Carmel)
- Stella Maris College, приватна школа для хлопчиків